# Вейверлі (Західна Вірджинія)
Вейверлі (англ. Waverly) — переписна місцевість (CDP) в США, в окрузі Вуд штату Західна Вірджинія. Населення — 369 осіб (2020).

## Географія
Вейверлі розташоване за координатами 39°19′48″ пн. ш. 81°22′54″ зх. д. / 39.33000° пн. ш. 81.38167° зх. д. (39.330071, -81.381531).  За даними Бюро перепису населення США в 2010 році переписна місцевість мала площу 3,84 км², з яких 3,84 км² — суходіл та 0,00 км² — водойми.

## Демографія
Згідно з переписом 2010 року, у переписній місцевості мешкало 395 осіб у 163 домогосподарствах у складі 116 родин. Густота населення становила 103 особи/км².  Було 186 помешкань (48/км²).
Расовий склад населення:
| - 96,7 % — білих - 0,8 % — чорних або афроамериканців - 1,0 % — осіб інших рас |

До двох чи більше рас належало 1,5 %. Частка іспаномовних становила 1,5 % від усіх жителів.
За віковим діапазоном населення розподілялося таким чином: 21,0 % — особи молодші 18 років, 64,3 % — особи у віці 18—64 років, 14,7 % — особи у віці 65 років та старші. Медіана віку мешканця становила 43,6 року. На 100 осіб жіночої статі у переписній місцевості припадало 94,6 чоловіків;  на 100 жінок у віці від 18 років та старших — 90,2 чоловіків також старших 18 років.
Середній дохід на одне домашнє господарство  становив 46 288 доларів США (медіана — 41 417), а середній дохід на одну сім'ю — 62 236 доларів (медіана — 58 333). За межею бідності перебувало 15,3 % осіб, у тому числі 0,0 % дітей у віці до 18 років та 0,0 % осіб у віці 65 років та старших.
Цивільне працевлаштоване населення становило 105 осіб. Основні галузі зайнятості: роздрібна торгівля — 41,0 %, освіта, охорона здоров'я та соціальна допомога — 34,3 %, транспорт — 17,1 %, інформація — 7,6 %.